# Fidela Campiña
Fidela Campiña Ontiveros (Tíjola, província d'Almeria, Espanya, 28 de gener de 1894 - Buenos Aires, Argentina, 28 de desembre de 1983) fou una soprano andalusa.
Estudià a Madrid i debuta en el Teatro Real de Madrid, el 1913, amb Mefistofele d'Arrigo Boito. La seva fama es va estendre de seguida més enllà de les fronteres nacionals i fou molt aplaudida en els grans escenaris europeus. Cantà Aida, Cavalleria rusticana, La Gioconda. Es retirà a Trieste el 1948 amb El capvespre dels déus.
Va fer la seva presentació al Gran Teatre del Liceu en la temporada 1918-1919 interpretant l'Aida de Verdi. Al llarg de la temporada va cantar, a més, L'Africaine, Cavalleria rusticana i l'estrena de l'òpera La morisca de Jaume Pahissa i Jo, el 15 de febrer de 1919. Va cantar el paper principal en l'estrena de la versió operística de l'obra Las golondrinas de José María Usandizaga, al Liceu, el 14 de desembre de 1929.
Es va casar amb el tenor basc Jesús de Gaviria, un matrimoni que va acabar en divorci l'any 1941. Posteriorment es va casar amb el cantant argentí Carlos Guichandut, amb qui va viure fins a la seva mort, el 28 de desembre de 1983.